# Балка Токмачіва
Балка Токмачіва (рос. Балка Токмачова; б. Токмачева) — балка (річка) в Росії у Тарасовському районі Ростовської області. Ліва притока річки Деркулу (басейн Азовського моря).

## Опис
Довжина балки приблизно 13,23 км, найкоротша відстань між витоком і гирлом — 11,57 км, коефіцієнт звивистості річки — 1,14. Формується декількома безіменними балками та загатами. На деяких ділянках балка пересихає.

## Розташування
Бере початок на східній околиці села Войково. Тече переважно на північний захід через село і у селі Можаєвка впадає в річку Деркул, ліву притоку Сіверського Дінця.

## Цікаві факти
- У минулому столітті на балці існували артезаанський колодязь та газова свердловина[2].